# Wolfgang R. Heizmann
Wolfgang R. Heizmann (* 24. Mai 1949 in Besigheim) ist ein deutscher medizinischer Mikrobiologe.

## Leben
Nach dem Medizinstudium in Tübingen von 1974 bis 1981 war er bis 1985 als Assistenzarzt am Hygiene-Institut der Universität Tübingen tätig. 1988 habilitierte er im Fachgebiet Medizinische Mikrobiologie und erhielt 1989 die Anerkennung als Facharzt für Medizinische Mikrobiologie und Infektionsepidemiologie. Von 1985 bis 1990 war er im Tübinger Klinikum als Oberarzt angestellt und von 1991 bis 1996 als Facharzt in Stuttgart freiberuflich tätig. 1994 wurde er zum außerplanmäßigen Professor an der Universität Tübingen ernannt. Von 1997 bis 2001 war er niedergelassener Facharzt in Göttingen und Leiter der Abteilung Mikrobiologie in einem Großlabor. Seit 2001 leitet er in Berlin das "Zentrum für Mikrobiologie und Infektiologie".
Heizmann ist Mitentdecker des Corynebacterium lipophiloflavum.

## Publikationen
- Kurzlehrbuch medizinische Mikrobiologie
- Antiinfektiöse Chemotherapie. Für Klinik und Praxis: Praktische Hinweise zur Therapie mit Antibiotika, Antimykotika, Virustatika und antiparasitären Mitteln (mit Friedrich B. Spencker) ISBN 3804718639
- Candida Intestinaltrakt Immunsystem Allergie. (mit Siegfried Nolting); 1999 ISBN 3932516087
- Systemische Pilzinfektionen. Diagnostik, Prophylaxe und Therapie. 1998 ISBN 3804712169
- Infektionen bei abwehrgeschwächten Patienten. Diagnose, Therapie, Prophylaxe. (mit Gerhard Ehninger) 1998 ISBN 380471126X
- Infektiologie 2005/2006, Infektionen bei schwerkranken Patienten. (mit Petra Heizmann)
- Infektiologie 2000, ein CD-ROM-Nachschlagewerk der Infektionskrankheiten. Diagnostik, Therapie, Prophylaxe, Meldepflicht, Differentialdiagnosen, Epidemiologie, Krankheitsbild einschließlich Bedeutung in Schwangerschaft und Neugeborenenperiode